# Wieża ciśnień przy ul. 1 Maja w Iławie
Wieża ciśnień przy ul. 1 Maja w Iławie – budowla z pocz. XX w. przy ul. 1 Maja w Iławie, zbudowana na ceglanej podmurówce i nawiązująca do neogotyku. Wieża została wpisana do rejestru zabytków i z dniem 18 marca 1987 r. została objęta ochroną konserwatorską (nr rej.: 1539). Budynek wieży, którego powierzchnia użytkowa wynosi 85 m², usytuowany jest na planie kolistym, zaś wejście frontowe znajduje się od strony wschodniej. Drzwi dwuskrzydłowe z trójpolowym nadświetlem są wkomponowane w bryłę budynku, podobnie jak metalowe okna dziewięciopolowe, które posiadają promieniste i półkoliste nadślemię składające się z szesnastu pól. Wysokość wieży sięga 27 m, a jej średnica to (w przybliżeniu) 10 m. Sam trzon zwęża się ku górze, wewnątrz którego umieszczone jest ogromne pomieszczenie w kształcie walca, gdzie znajduje się ogromny zbiornik. Cała konstrukcja jest nakryta dachem w kształcie stożka. Wewnątrz wieży znajdują się żeliwne schody jednobiegowe, które ulokowane są wzdłuż ścian obiektu.